# Day of the Dead (1985)
Day of the Dead is een Amerikaanse horrorfilm uit 1985 onder regie van George A. Romero. Het is het derde deel in de Night of the Living Dead-filmserie.

## Verhaal
In een post-apocalyptische zombie-wereld zit een kleine groep overlevenden, een wetenschappelijk researchteam en enkele militairen, verscholen in een ondergrondse bunker die als opslagplaats voor raketten fungeert. Met schaarse voedsel- en munitievoorraden moeten ze zich verdedigen tegen de steeds dichterbij komende zombies, terwijl ook in de groep zelf bloedige conflicten losbreken.

## Rolverdeling
| Acteur             | Personage                        |
| ------------------ | -------------------------------- |
| Lori Cardille      | Dr. Sarah Bowman                 |
| Joseph Pilato      | Kapitein Henry Rhodes            |
| Terry Alexander    | John                             |
| Jarlath Conroy     | William "Bill" McDermott         |
| Anthony Dileo Jr.  | Soldaat Miguel Salazar           |
| Richard Liberty    | Dr. Matthew "Frankenstein" Logan |
| Sherman Howard     | Bub de zombie / Howard Sherman   |
| John Amplas        | Dr. Ted Fisher                   |
| Gary Howard Klar   | Soldaat Walter Steel             |
| Ralph Marrero      | Soldaat Robert Rickles           |
| Phillip G. Kellams | Soldaat Miller                   |
| Taso N. Stavrakis  | Soldaat Juan Torrez              |
| Gregory Nicotero   | Soldaat Johnson                  |